# Levantamento de peso nos Jogos Pan-Americanos de 2011
O levantamento de peso (ou halterofilismo) nos Jogos Pan-Americanos de 2011 foi disputado em Guadalajara, no México, entre 23 e 27 de outubro no Fórum de Halterofilismo. O esporte é dividido em oito categorias para homens e sete categorias para mulheres de acordo com o peso.

## Calendário
| Outubro        | 13 | 14 | 15 | 16 | 17 | 18 | 19 | 20 | 21 | 22 | 23 | 24 | 25 | 26 | 27 | 28 | 29 | 30 |
| -------------- | -- | -- | -- | -- | -- | -- | -- | -- | -- | -- | -- | -- | -- | -- | -- | -- | -- | -- |
| Halterofilismo |    |    |    |    |    |    |    |    |    |    | 3  | 3  | 3  | 3  | 3  |    |    |    |

|  | Dia de competição |  | Dia de final |

## Medalhistas
Masculino
| Evento                  | Ouro                        | Prata                             | Bronze                             |
| ----------------------- | --------------------------- | --------------------------------- | ---------------------------------- |
| Até 56 kg detalhes      | Sergio Álvarez CUB Cuba     | Sergio Rada COL Colômbia          | José Montes MEX México             |
| Até 62 kg detalhes      | Óscar Figueroa COL Colômbia | Jesús López VEN Venezuela         | Diego Salazar COL Colômbia         |
| Até 69 kg detalhes      | Israel Rubio VEN Venezuela  | Junior Sánchez VEN Venezuela      | Doyler Sánchez COL Colômbia        |
| Até 77 kg detalhes      | Iván Cambar CUB Cuba        | Ricardo Hernán Flores ECU Equador | Chad Vaughn USA Estados Unidos     |
| Até 85 kg detalhes      | Yoelmis Hernández CUB Cuba  | Carlos Andica COL Colômbia        | Kendrick Farris USA Estados Unidos |
| Até 94 kg detalhes      | Javier Venega CUB Cuba      | Herbys Márquez VEN Venezuela      | Eduardo Gudamud ECU Equador        |
| Até 105 kg detalhes     | Jorge Arroyo ECU Equador    | Julio Luna VEN Venezuela          | Donald Shankle USA Estados Unidos  |
| Mais de 105 kg detalhes | Fernando Reis BRA Brasil    | Yoel Morales VEN Venezuela        | George Kobaladze CAN Canadá        |

Feminino
| Evento                 | Ouro                                         | Prata                           | Bronze                         |
| ---------------------- | -------------------------------------------- | ------------------------------- | ------------------------------ |
| Até 48 kg detalhes     | Lely Burgos PUR Porto Rico                   | Betsi Rivas VEN Venezuela       | Katherine Mercado COL Colômbia |
| Até 53 kg detalhes     | Yuderquis Contreras DOM República Dominicana | Inmara Henríquez VEN Venezuela  | Francia Peñuñuri MEX México    |
| Até 58 kg detalhes     | María Escobar ECU Equador                    | Jackelina Heredia COL Colômbia  | Lina Rivas COL Colômbia        |
| Até 63 kg detalhes     | Christine Girard CAN Canadá                  | Nisida Palomeque COL Colômbia   | Luz Acosta MEX México          |
| Até 69 kg detalhes     | Mercedes Pérez COL Colômbia                  | Cynthia Domínguez MEX México    | Aremi Fuentes MEX México       |
| Até 75 kg detalhes     | Ubaldina Valoyes COL Colômbia                | María Valdez CHI Chile          | María Álvarez VEN Venezuela    |
| Mais de 75 kg detalhes | Olivia Nieve ECU Equador                     | Yaniuska Espinoza VEN Venezuela | Tania Mascorro MEX México      |

## Quadro de medalhas
| Ordem | País                     | Medalha de ouro | Medalha de prata | Medalha de bronze |    |
| ----- | ------------------------ | --------------- | ---------------- | ----------------- | -- |
| 1     | CUB Cuba                 | 4               |                  |                   | 4  |
| 2     | COL Colômbia             | 3               | 4                | 4                 | 11 |
| 3     | ECU Equador              | 3               | 1                | 1                 | 5  |
| 4     | VEN Venezuela            | 1               | 8                | 1                 | 10 |
| 5     | CAN Canadá               | 1               |                  | 1                 | 2  |
| 6     | BRA Brasil               | 1               |                  |                   | 1  |
|       | DOM República Dominicana | 1               |                  |                   | 1  |
|       | PUR Porto Rico           | 1               |                  |                   | 1  |
| 9     | MEX México               |                 | 1                | 5                 | 6  |
| 10    | CHI Chile                |                 | 1                |                   | 1  |
| 11    | USA Estados Unidos       |                 |                  | 3                 | 3  |
| TOTAL | TOTAL                    | 15              | 15               | 15                | 45 |